# Конгрес українських націоналістів
Конгре́с Украї́нських Націоналі́стів — права політична партія України, заснована 18 жовтня 1992 року в Києві. Зареєстрована Міністерством юстиції України 26 січня 1993 року, (реєстраційний номер 385).
З моменту заснування до березня 2003 року партію очолювала народний депутат трьох скликань Ярослава Стецько. Після її смерті лідером партії став Олексій Івченко, екс-голова компанії «Нафтогаз України». З 2010 року партію очолює Степан Брацюнь. У 2013 році він був переобраний головою партії.
Ідеологією Конгресу проголошується український націоналізм. Партія вважає себе продовжувачем традицій національно-визвольної боротьби Організації Українських Націоналістів.
З 20 червня 2006 року по 2009 рік партія була членом Альянсу націй Європи (розпущений 2009 року).

## Політична програма
- Державотворення. Президентсько-парламентська республіка з широкими повноваженнями місцевого самоврядування. Критерії Української Національної Держави: національна, самостійна, демократична, унітарна, правова, європейська; принципи народовладдя й політичного солідаризму.
- Національна політика. Повернення на рідну землю етнічних українців та їхніх родин, графа «національність» у паспорті, офіційне визнання на державному рівні ОУН-УПА воюючою стороною і надання всім учасникам національно-визвольної боротьби статусу учасника бойових дій, захист прав етнічних українців за кордоном. Конгрес виступає проти домінування прав національних меншин над правами корінної Української Нації.
- Економічна політика. Соціально-ринкова модель економіки України, економічний протекціонізм вітчизняного виробника, обмеження монополізму та створення здорової конкуренції, оптимальне поєднання державного, приватного та колективного секторів.[5]

## Історія

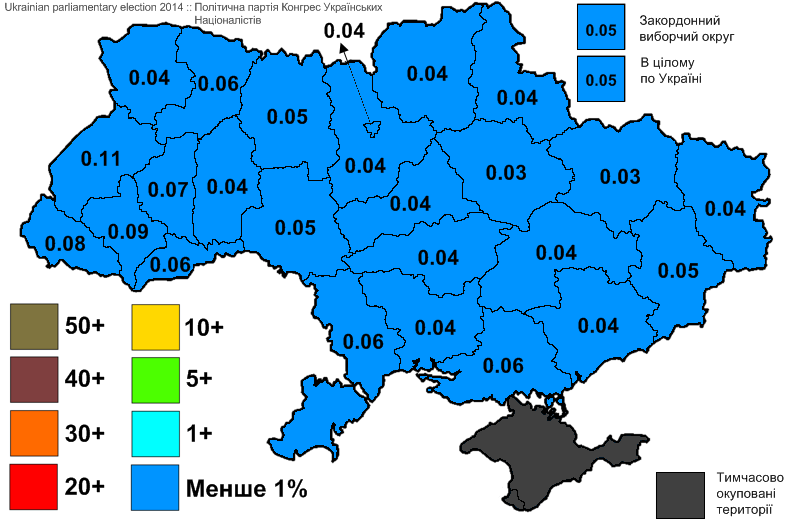
Результати виборів до ВР України. 2014 рік.

Партія створена наприкінці 1992 р. емігрантами ОУН-Б за ініціативи Ярослави Стецько і Романа Зварича.
17-18 жовтня 1992 року в Києві відбулася Конференція Українських Націоналістів, яка одночасно стала Установчим збором Конгресу Українських Націоналістів (КУН). 
Партія офіційно зареєстрована 26 січня 1993 р. Міністерством юстиції України та стала 11-ю політичною партією в Україні у списку зареєстрованих.
Перший збір КУН відбувся 2-4 серпня 1993 р . в Києві ( близько 400 делегатів від 5070 членів партії ). Головою Проводу обрана Слава Стецько, заступникам голови Проводу стали Богдан Павлів і Роман Зварич. Головою Секретаріяту обраний Сергій Жижко.
Також обрані члени Секретаріяту (на той час - керівного органу КУН): Петро Дужий , Михайло Зеленчук , Орест Дичківський , Василь Олеськів , Микола Яковина , Омелян Кушпета , Ярослав Сватко , Ігор Деркач , Омелян Коваль , Роман Костюк Микола Боринський , Марія Олійник , Михайло Ратушний , Роман Круцик , Мирослав Панчук , Мелетій Семенюк , Михайло Гутор, Олександер Нарбут , Олександер Черненко , Євген Вакула , Микола Козак , Валерій Бондар , Микола Матвіївський, згодом до них додалися Геннадій Сіренко, Іван Губка, Іван Білас, Сергій Квіт, Тарас Процев'ят, та інші.
При Проводі КУН утворені Контрольна комісія (голова - Роман Шрамов'ят, заступники - Анатолій Кіндратенко і Микола Рідкун), та Етична комісія (голова - Петро Касінчук , заступники: Дарія Гусяк і Богдан Павлів). 
Як правило, засновниками перших регіональних осередків КУН стали колишні учасники національно-визвольної боротьби УПА. Так, Львівську організацію заснував та очолив Губка Іван Миколайович (1932-2014), Волинську організацію - Семенюк Мелетій Федорович (1923-2004, останій раніше, у 1989 р. очолив Волинське братство ОУН - УПА ім . Клима Савура), а також правозахисники: Круцик Роман Миколайович (голова Івано-Франківської обласної організації), Матковський Олег Богданович - голова Рівненської обласної організації, Олійник Марія Василівна - голова Донецької обласної організації, Михайло Перегінчук - голова Одеської обласної організації, Микола Рідкун - голова Херсонської обласної організації,  Ольга Різниченко - голова Харківської обласної організації, Геннадій Сіренко - голова Хмельницької обласної організації, Анатолій Пронченко - голова Закарпатської обласної організації, Леонід Ковальчук - голова Київської міської та обласної організації, та інші. 
У Дніпропетровську осередок КУН заснували Куделя Дмитро Володимирович та Хобот Павло Васильович.
При КУН створена спортивно-виховна спільнота "Тризуб (організація)", яка пізніше виокремилась у самостійну незалежну від КУН та від ОУН (революційної) структуру.
На парламентських виборах 27 березня 1994 р. Конгрес провів у Верховну раду II скликання 5 депутатів (трьох від Львівської, одного від Івано-Франківської і одного від Тернопільської області). У 1997 р. до парламенту обрано голову партії Ярославу Стецько.
Другий збір КУН відбувся 2-3 вересня 1995 року. На ньому голова секретаріату КУН Жижко перейшов на посаду заступника голови КУН, а новим головою секретаріату обраний Геннадій Сіренко. Членами Головного проводу, крім С. Стецько та С. Жижко, також Богдан Павлів, Роман Круцик - голова Івано-Франківської організації КУН, Володимир Борейчук - голова Хмельницької організації КУН, Іван Гавдида - голова Тернопільської організації КУН, Сергій Квіт - головний редактор журналу "Українські проблеми", Микола Кузів - керівник Української інформаційної служби, та інші. Нову Контрольну комісію КУН очолив Мирослав Мельник, його заступником став Орест Васкул. Етичну комісію очолив Мирослав Панчук. заступником стала Дарія Гусяк.
На парламентських виборах 29 березня 1998 р. Конгрес виступав у блоці «Національний фронт», що набрав 2,71 % і не потрапив до парламенту, провів у Верховну раду III скликання 3 депутатів по одномандатних округах (двох від Івано-Франківської та одного від Тернопільської області).
На парламентських виборах 31 березня 2002-го виступав у блоці «Наша Україна» і провів у Верховну раду IV скликання 3 депутатів.
На парламентських виборах 26 березня 2006 р. також виступав у блоці «Наша Україна» і провів у Верховну раду V скликання 3 депутатів. В кінці 2006 р. Генеральний прокурор відомства України порушив кримінальну справу стосовно лідера партії Олексія Івченко за звинуваченням у розкраданнях і зловживанні своїм службовим становищем, як екс-главу Нафтогазу.
16 квітня 2007 р. більшістю голосів делегатів з'їзду блоку «Наша Україна» глава КУН Олексій Івченко виключений з виборчого списку. 4 липня він оголосив, що не балотуватиметься до Верховної ради.
5 липня КУН напередодні позачергових парламентських виборів разом з дев'ятьма іншими партіями (Наша Україна, Вперед, Україна!, Народний рух України, Християнсько-демократичний союз, Українська республіканська партія «Собор», Європейська партія України, Українська народна партія, Партія захисників вітчизни і Громадянська партія «Пора») підписав угоду про створення передвиборчого блоку «Наша Україна — Народна Самооборона», але 2 серпня вийшов з нього, 17 серпня ухвалив рішення не брати участь у парламентських виборах взагалі. У заяві прес-служби КУН з посиланням на рішення центральної ради партії говорилося: «Конгрес українських націоналістів сконцентрує свої зусилля на зміцненні і реформуванні структури партії, на підготовці до чергових виборів до Верховної ради, місцевих рад, президента України, притягнення членів конгресу в органи виконавчої влади… Умова розпуску Конгресу українських націоналістів для участі у створенні єдиної політичної партії ліберально-демократичного спрямування для КУН є неприйнятною».
7 липня 2012 р. пройшов Форум патріотичних сил України, на якому голови «Нашої України», Конгресу українських націоналістів і Української народної партії разом з лідерами понад 30 громадських організацій повинні були також підписали декларацію про об'єднання.
31 липня 2012 р. пройшов XIV з'їзд Конгресу українських націоналістів, яких ухвалив рішення йти на вибори єдиним списком кандидатів з партією «Наша Україна» і Українською народною партією.
У січні 2014 р. КУН звернувся до Віктора Януковича не підписувати закон, ініційований Комуністичною партією України, що стосується відповідальності за заперечення чи виправдання злочинів фашизму (№ 2179), назвавши закон провокацією та заявивши що "влада може використовувати його по відношенню до будь-якого громадянина України".
13 вересня 2014 р. пройшов XV з'їзд Конгресу українських націоналістів, який ухвалив рішення про участь партії в позачергових Парламентських виборах. На них КУН зайняв передостаннє 28-е місце, отримавши 8 976 голосів (0,05 %). Найбільшу підтримку партія отримала у Львівській (0,11 %) та Івано-Франківській (0,09) областях.
У липні 2015 р. після стрілянини в Мукачевому партія підтримала позицію Правого сектора.
На місцеві вибори 2015 року представники Конгресу українських націоналістів йшли за списками Всеукраїнського об'єднання «Свобода».
16 березня 2017 р. Конгрес українських націоналістів долучився до «Національного маніфесту» про об'єднання зусиль.

### Депутати у ВР України
2-ге скликання: Круцик Роман Миколайович, Стецько Ярослава Йосипівна, Процев'ят Тарас Іванович, Швидкий Петро Євдокимович, Дем'ян Григорій Васильович, Матковський Олег Богданович, Лупаков Євген Олександрович та Ратушний Михайло Ярославович
3-тє скликання:Кощинець Василь Васильович, Стецько Ярослава Йосипівна та Ратушний Михайло Ярославович
4-те скликання:Стецько Ярослава Йосипівна, Івченко Олексій Григорович Гірник Євген Олексійович та Ратушний Михайло Ярославович
5-те скликання: Івченко Олексій Григорович, Гірник Євген Олексійович, Лопушанський Андрій Ярославович
6-те скликання (2007-2012 рр.): не було
7-ме скликання (2012-2014 рр.): симпатик КУН Медуниця Олег Вячеславович та член КУН Мельник Євген Іванович
8-ме скликання (2014-2019 рр.): Медуниця Олег Вячеславович та Лопушанський Андрій Ярославович
9-те скликання: Лопушанський Андрій Ярославович

### Лідери
1-й Ярослава Стецько 1992-2003
2-й Олексій Івченко 2003-2010
3-й Степан Брацюнь 2010-

## Символіка

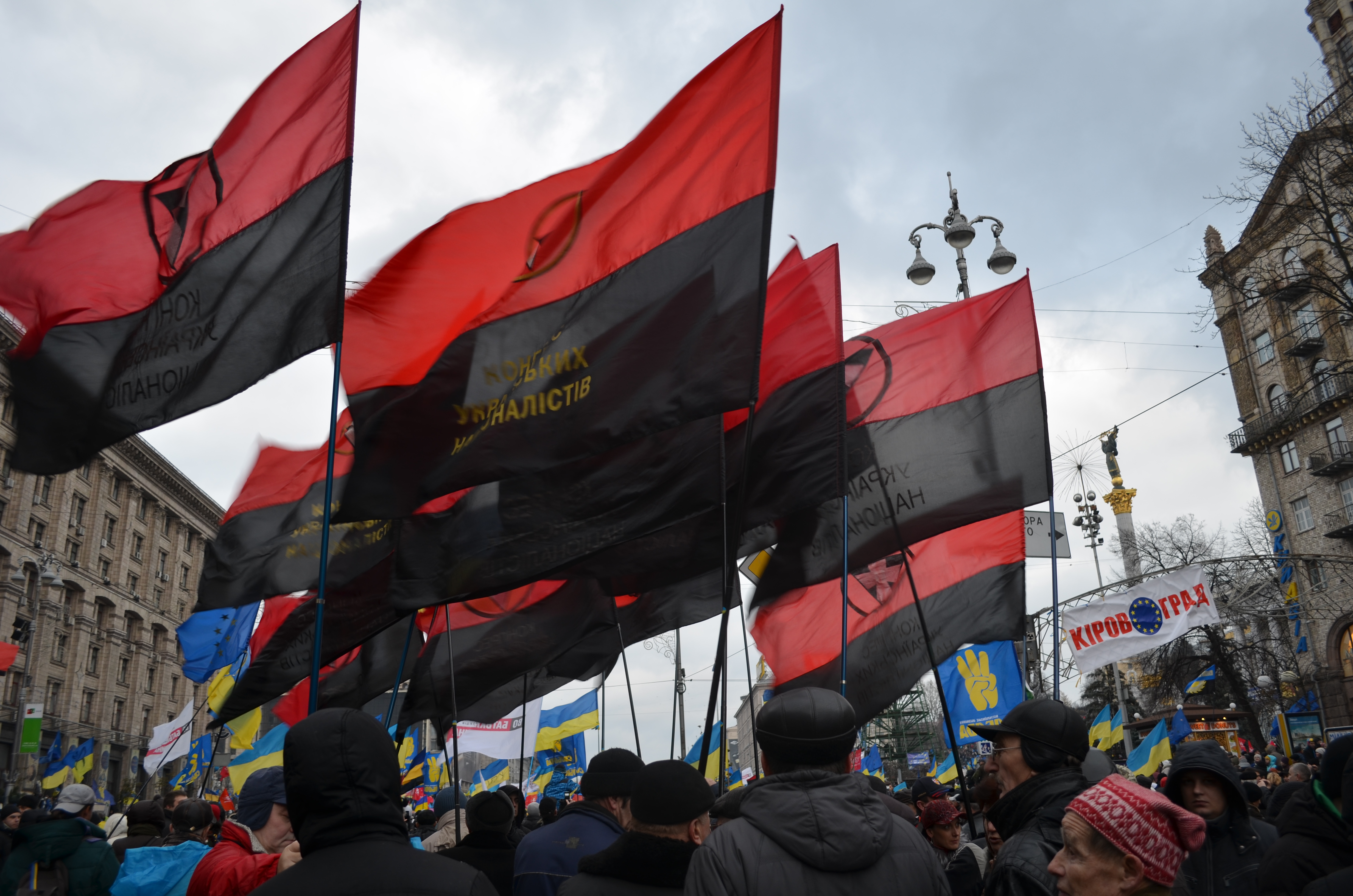
Прапори КУН на Євромайдані

Атрибутами Конгресу є прапор, емблема та гасло.
Прапор являє собою полотнище з рівновеликих чорної (нижньої) та червоної (верхньої) смуг (прапор УПА). Емблемою є білий хрест у вигляді меча на фоні чорного трикутника, що розташований у червоному колі. Емблема обведена золотавим (внутрішнім) та чорним (зовнішнім) колами. Мечохрест має подвійне значення. Меч, опушений вістрям донизу, символізує готовність захищати Україну, а хрест наголошує, що Конгрес діє у рамках християнської моралі.
Гаслом партії є фраза «Слава Україні! Героям Слава!». Цими словами починаються та завершуються урочисті заходи, їх пишуть у кінці ідеологічних та церемоніальних документів. Цим гаслом при зустрічі та прощанні користуються націоналісти.

## Періодичні видання
КУН видає щотижневу газету «Нація і держава».